# Cantón La Maná

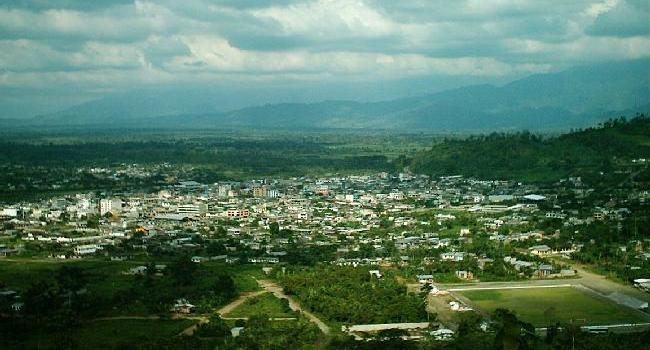
Vista panorámica del cantón.

La Maná es uno de los siete cantones de la provincia de Cotopaxi, Ecuador. Tiene una superficie total de 66.258 hectáreas.
La Maná era un recinto que perteneció a la parroquia El Tingo del cantón Pujilí por varios años pero debido a su crecimiento y desarrollo sus habitantes organizaron un comité pro-parroquialización buscando un mejor porvenir para su pueblo hasta que, finalmente lograron la cantonización de La Maná, gracias a la tenaz gestión de hombres patriotas y decididos.
Sus inmensos bosques, sus gigantescas siembras de banano, orito, yuca, cacao, tabaco y café, tanto como su estratégica ubicación geográfica y su riqueza aurífera le confieren características especiales que propician su desarrollo y le otorgan un papel protagónico en la economía de Ecuador.
Esta joven ciudad alberga a grupos humanos de diversa procedencia, tanto serranos como costeños conviven en La Maná formando un solo pueblo donde las manifestaciones culturales de todos ellos se han fusionado, dando lugar a una población inmensamente rica en tradiciones folclóricas.

## Significado de su nombre

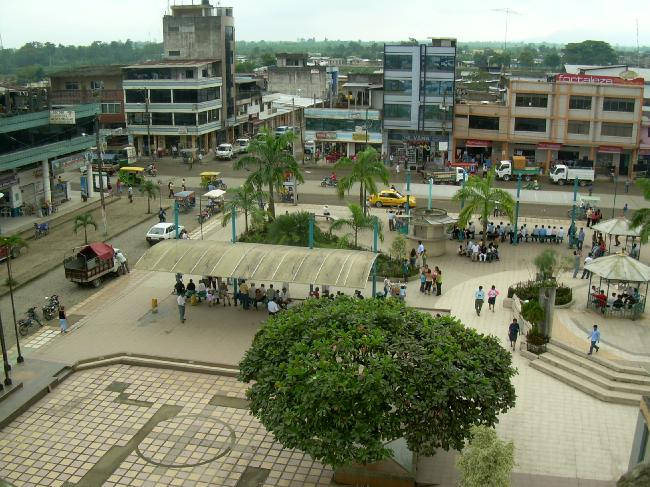
Parque Central del Cantón La Maná.

Maná era el alimento enviado por Dios, todos los días durante la estadía del pueblo de Israel en el desierto como es mencionado en el libro Éxodo, siendo que en este cantón existía mucha presencia de oro hubo una afluencia grande de personas que venían a extraerlo. Así nació el nombre, ya que el oro no es nada abundante, sin embargo nació con el error ortográfico de "La" Maná.

## Ubicación
El cantón La Maná está localizado en las estribaciones de la cordillera occidental de Los Andes, en la provincia de Cotopaxi. Morfológicamente se ubica sobre una llanura de pie de cordillera formada por depósitos aluviales cubiertas de cenizas y arenas volcánicas de origen desconocido. La cabecera cantonal se asienta sobre una terraza aluvial antigua del río San Pablo ( Ubicación geográfica WGS 84: Latitud S0°56′27″ Longitud W 79°13′25″, altitud 220 m s. n. m.). Tiene varios pisos climáticos que varían de subtropical a tropical (altura variable de 200 y 1150 m s. n. m.).
Está situada a unos 150 km de Latacunga, capital de la provincia. Pero la distancia entre La Maná y Quevedo es de 33 km, por lo que forma parte de la conurbación de la última ciudad mencionada. Es una zona agrícola exportadora de banano, tabaco fino, cacao, café, abacá, yuca (mandioca) y plátano verde. Es considerada la cuarta zona exportadora de banano.[cita requerida]
La vegetación está comprendida mayoritariamente por la tropical y la subtropical hacía los pisos más altos formando un tipo mixto con predominio de las formaciones vegetales típicas del bosque húmedo tropical y la subtropical con las formaciones vegetales de la región subandina.
Los cultivos son de carácter subtropical, especialmente de caña de azúcar, café y cítricos.[cita requerida]

## Límites
- Norte: Con la parroquia Alluriquín, cantón Santo Domingo
- Sur: El río Calope es el accidente geográfico que la separa de la parroquia Moraspungo, cantón Pangua
- Este: La parroquia La Esperanza del cantón Pujilí y Sigchos
- Oeste: El cantón Valencia y Quinsaloma de la provincia de Los Ríos.

## Demografía

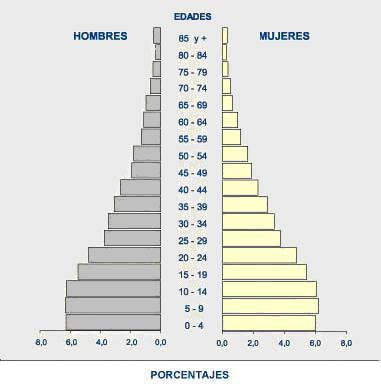
Pirámide de edades de la población del cantón La Maná.

De acuerdo con los datos presentados por el Instituto Ecuatoriano de Estadísticas y Censos (INEC), del último Censo de Población y Vivienda, realizado en el país (2001), La Maná presenta una base piramidal ancha, que representa una población joven, a expensas de los grupos de edad comprendidos entre 0-24 años. 
En el área urbana del cantón se encuentra concentrada un 53,79% de la población de La Maná. La población femenina alcanza el 48,8%, mientras que la masculina, el 51,2%. El analfabetismo en mujeres se presenta en 13,2%, mientras que en varones: 10,8%.
La población total del cantón La Maná es de 42.216 habitantes, de acuerdo a cifras proporcionadas por el último Censo de Población y Vivienda, de los cuales 21.420 son hombres y 20.796 mujeres. De esta población el 50 % se localiza en el sector rural.
Tomando en cuenta la pobreza por Necesidades Básicas insatisfechas-NBI, en el cantón esta alcanza un porcentaje del 74,1 %, en las parroquias rurales es del 91%. Existe en el cantón un 13,2 % de analfabetismo. La tasa de desempleo bruta es del 42 %.
La ubicación geográfica favorece un clima tropical con las siguientes características:

### Temperatura
La temperatura media anual es de 23 °C, observando que los meses con mayor temperatura son marzo y abril con 28° a 30° y la temperatura más baja se registra en el mes de julio y es de 24 °C.Por lo que se recomienda usar ropa cómoda.

### Hidrografía

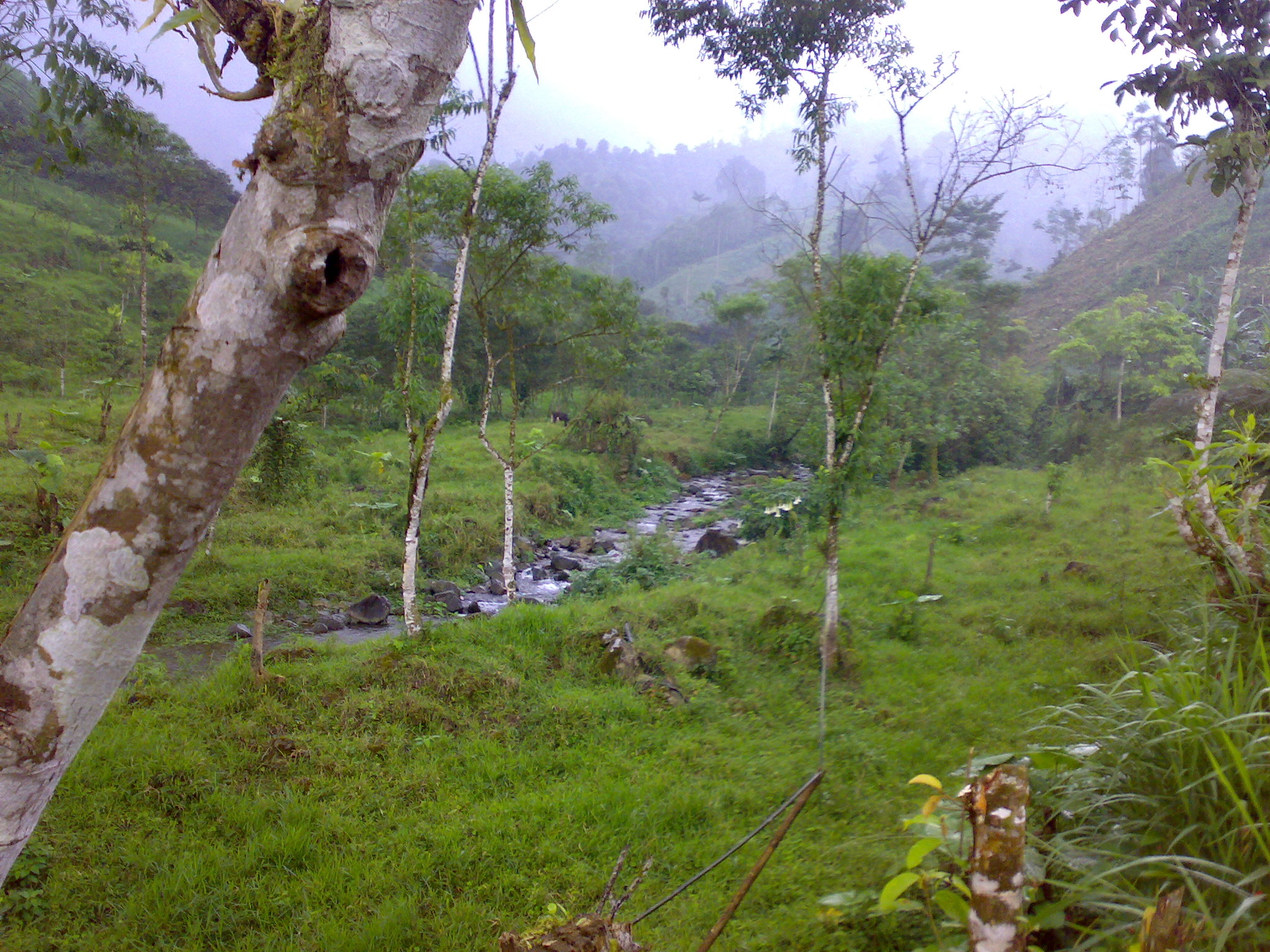
Biodiversidad de La Maná.

En la hidrología, el cantón se halla cruzado por una extensa red de ríos, quebradas y esteros, relacionados con la cuenca del Quevedo y del Guayas.
Entre los más importantes tenemos: río Guadual, río Quindigua, importante por su caudal permanente y peligroso en el invierno, río Hugshatambo, río Guasaganda, río Manguilita. El río San Pablo, que nace en el sector alto de la provincia de Cotopaxi, es el más largo y caudaloso de esta red, con una longitud de 20 kilómetros en el territorio del cantón. Hacia el suroeste se encuentra el río Chipe, los esteros El Moral, Chilingo y el río Calope, importante por su longitud y caudal, sirve como límite natural con el cantón Pangua.

### Servicios básicos
Un significativo porcentaje de la población carece de alcantarillado, apenas lo poseen el 12% de viviendas. El 73,91% de las familias disponen de algún sistema de sisterna sanitaria.
Otros indicadores de cobertura de los servicios básicos son:
Agua entubada dentro de la vivienda: 35%. 
Energía eléctrica 86,3%.
Servicio telefónico 19,18%. 
Servicio de recolección de basuras: 54,8 % de las viviendas.
En síntesis, el déficit de servicios residenciales básicos alcanza al 91,87% de viviendas

### División política
Políticamente se compone de tres parroquias, dos rurales: 

#### Parroquia urbana
- La Maná (cabecera cantonal)

#### Parroquias rurales
- Guasaganda
- Pucayacu

### Recursos Naturales
Suelo agrícola, agua  y minerales metálicos como oro y cobre

### Áreas naturales de gran importancia
Ya que el cantón es atravesado por la cordillera denominada Nhungañan (ramificación de la cordillera andina) que nace en los Andes, cuenta con una gran variedad de climas, como el subtrópico en el alto de su cordillera hasta el trópico en las partes bajas, donde existen gran variedad de flora y fauna silvestre, su flora se compone de bosques húmedos en el cual aun existen especies de animales en vías de extinción como: el oso de anteojos, Jaguares (últimamente muy poco vistos), tigrillos, pecarís, y dos especies de roedores típicos como la guanta y la guatusa, estos dos últimos víctimas de la caza indiscriminada por parte de cazadores furtivos, entre otras especies de mamíferos, gran variedad de aves (número de especies no contabilizadas, ni estudiadas aun) como garzas blancas, patos cuervos (grises con franja blanca en le cuello), papagayos, varias especies de loros, perdicez, pavas de monte, algunas especies de aves del paraíso en las zonas húmedas, también cuenta con una rica diversidad de reptiles, destacando las serpientes como la falsa coral y la coral, la serpiente equiz, entre otras especies venenosas y no venenosas
Rica en fuentes hidrográficas como son San Pablo en la parroquia matriz, y los ríos Guasaganda en la parroquia rural Guasaganda y Quindigua en la parroquia rural Pucayacu reserva de especies de peces propios de esta región destacando el pez típico de esta zona como el campeche (variedad de pez gato acorazado), también el bocachico, la dama, la vieja, el zabalo, el guanchiche, etc. En las zonas de montaña existen cascadas naturales como la cascada de la montaña del Oso, las cascadas de las Pirámides en la parte occidental, el agua de estas cascadas tiene un muy bajo nivel de oro.

## Himno al Cantón La Maná
CORO
La Maná, Patria buena y hermosa,
gloria a ti y a tu suelo feraz
lucharemos por verte dichosa en
la ciencia, el trabajo y la paz.
ESTROFAS
I
Es el Río San Pablo un cantar y retrata en sus aguas tu cielo a este pueblo le dio un gran consuelo, al unir a la Sierra y el Mar; en su cuenca, los frutos en flor sintetizan la inmensa riqueza su esplendor su ideal su entereza alcanzados con fe y con amor.

II
Como perla radiante, al nacer vislumbraste un futuro grandioso, con nobleza, sudor y alborozo siempre activa te vimos crecer; y en tu Altar, como nuevo CANTON hoy juramos forjar tu grandeza, con cariño, pasión y firmeza y la diáfana ayuda de Dios!.
III
¡Con un libro, el machete y la cruz en los días, los meses, los años vuestros hijos, ya propios ya extraños han formado un racimo de luz! ¡La Maná; nido, fruto, candor, corazón, dignidad, hermosura, madre, hermana, confianza, ternura, eres joya de nuestro Ecuador!.